# 1995
Évszázadok: 19. század – 20. század – 21. század
Évtizedek: 1940-es évek – 1950-es évek – 1960-as évek – 1970-es évek – 1980-as évek – 1990-es évek – 2000-es évek – 2010-es évek – 2020-as évek – 2030-as évek – 2040-es évek
Évek: 1990 – 1991 – 1992 – 1993 –  1994 – 1995 – 1996 – 1997 – 1998 – 1999 – 2000

## Események

### Január
- január 1.
  - Ausztria, Finnország és Svédország belépésével 15 tagúra bővül az Európai Unió.
  - A GATT utódszervezeteként megalakul a Kereskedelmi Világszervezet (WTO).[1]
- január 11. – Uladzimir Syanko belarusz külügyminiszter látogatást tesz a NATO–központban és aláírja a Partnerség a békéért keretdokumentumot.
- január 13.
  - Nem sikerül életbe léptetni a vegyi fegyverekre vonatkozó 1993 évi ENSZ–egyezményt, mert azt csak 20 ország ratifikálta, holott a végrehajtáshoz 65 ország ratifikációjára lenne szükség.
  - Az USA 40 millió dolláros pénzügyi támogatást nyújt a gazdasági-pénzügyi válsággal küzdő Mexikónak.[2]
- január 15. – II. János Pál pápa 5 millió hívő előtt pontifikál nagymisét a távol-keleti országok katolikus fiataljainak találkozóján Manilában.
- január 17.
  - A Richter-skála szerinti 7,3-es erősségű földrengés rázza meg Kóbe városát és környékét Japánban, több mint 6400 ember halálát és 300 000 ember otthonának pusztulását okozva.
  - Olaszországban szakértői kormány alakul Lamberto Dini vezetésével.
- január 18. – Az Észak-atlanti Tanács elfogadja a NATO szabványosítási programját a hadianyagok és felszerelések, a technika és a műveletek szabványosítására vonatkozó NATO–politika és programok összehangolása céljából.
- január 19. – Vezetői alkalmatlanság címén a Művelődési és Közoktatási Minisztérium felmenti Keserü Katalint, a frissen felújított Műcsarnok igazgatóját.[3]
- január 22. – Izraelben két öngyilkos merénylő 21 embert öl meg a Beit Lid-i városközpontban.
- január 23. – Arjan Starova albán külügy- és Alfred Moisiu védelmi miniszter-helyettes látogatást tesz a NATO központjában és elfogadja Albánia egyéni partnerségi programját.
- január 24. – A volt luxemburgi miniszterelnök, Jacques Santer vezetésével hivatalba lép az EU új Bizottsága.
- január 31. – Az Amerikai Egyesült Államok bejelenti, hogy egy évvel meghosszabbítja az atomkísérletekre meghirdetett egyoldalú moratóriumot.

### Február
- február 5. – A Felsőőr melletti csőbombás merényletben négy ember meghal.
- február 8.
  - Janis Trapans lett védelmi miniszter látogatást tesz  NATO–központban és bejelenti, hogy elfogadják Lettország egyéni partnerségi programját.
  - A NATO jóváhagyta a közvetlen párbeszédre vonatkozó tervet Egyiptommal, Izraellel, Mauritániával, Marokkóval és Tunéziával az iszlám fundamentalizmus veszélye elleni küzdelem céljából.
- február 9. – Horn Gyula miniszterelnök látogatást tesz a NATO központjában.
- február 10.
  - Alois Mock osztrák külügyminiszter látogatást tesz a NATO központjában és aláírja a PfP keretdokumentumot.
  - Határháború zajlik Peru és Ecuador között: A perui légierő több hullámban támadja az ecuadori határvidéket egy ásványkincsekben gazdag, vitatott hovatartozású terület miatt. A fegyveres harcok több hétig tartanak.[4]
- február 16. – A Bosnyák-Horvát Föderáció elnökhelyettese elfogadja a Szerbia elleni gazdasági szankciók felfüggesztésére vonatkozó tervet annak fejében, hogy elismerik Boszniát és Horvátországot teljesen zárt bosnyák-szerb határ feltétele mellett.
- február 23. – Fehéroroszország felfüggeszti fegyvermegsemmisítési programját és ezzel megsérti a CFE–szerződést.
- február 24. – A NATO Brüsszelben tárgyalásokat kezd Marokkóval, Egyiptommal, Mauritániával,  Tunéziával és Izraellel az észak-afrikai biztonság megvitatása céljából.
- február 27.
  - Észtország, Lettország és Litvánia külügyminiszterei a nemzetközi politikáról és logisztikáról szóló katonai együttműködési megállapodást írnak alá a NATO-val.
  - Al Gore amerikai alelnök látogatást tesz a NATO központjában.

### Március
- március 1.
  - Az USA, Franciaország, Németország és Olaszország megállapodik abban, hogy a szövetséges fegyverzeti együttműködés keretében kifejlesztik a Közepes Kibővített Légvédelmi Rendszert (MEADS).
  - A PfP tag Észtország aláírja a NATO-val való katonai együttműködés programját.
  - Megalakul a Baumag szövetkezet
- március 6. – Horvátország katonai szövetségre lép a boszniai Bosnyák-Horvát Föderációval.
- március 8. – Willy Claes NATO-főtitkár Washingtonban tárgyal Bill Clinton amerikai elnökkel az ENSZ békefenntartó erőinek esetleges kivonását Horvátországból és Boszniából.
- március 16. – A kisebbségek jogairól szóló magyar–szlovák megállapodás létrejötte.
- március 18–20. – Párizsban 50 ország részvételével kezdetét veszi a Páneurópai Biztonsági Konferencia, amely stabilitási egyezményt fogad el az európai válság veszélyeinek elhárításáról, továbbá megállapodnak a határokra és az etnikai kisebbségek jogaira vonatkozó intézkedésekben.
- március 30–31. – Az EBESZ főtanácsának ülése megvitatja a „21. század közös és átfogó biztonsági modelljét”, amely az összes részt vevő állam számára hasznos átfogó biztonsági koncepciót irányoz elő.

### Április
- április 11. – Az ENSZ Biztonsági Tanácsa elfogadja a 984. Határozatot, amely garantálja a segítséget az 1970. évi Atomsorompó Egyezményt aláíró, atomfegyverrel nem rendelkező országoknak arra az esetre, ha nukleária fenyegetés vagy támadás éri őket.
- április 26. – Guido de Marco máltai külügyminiszter, miniszterelnök-helyettes aláírja a Partnerség a Békéért keretdokumentumot.

### Május

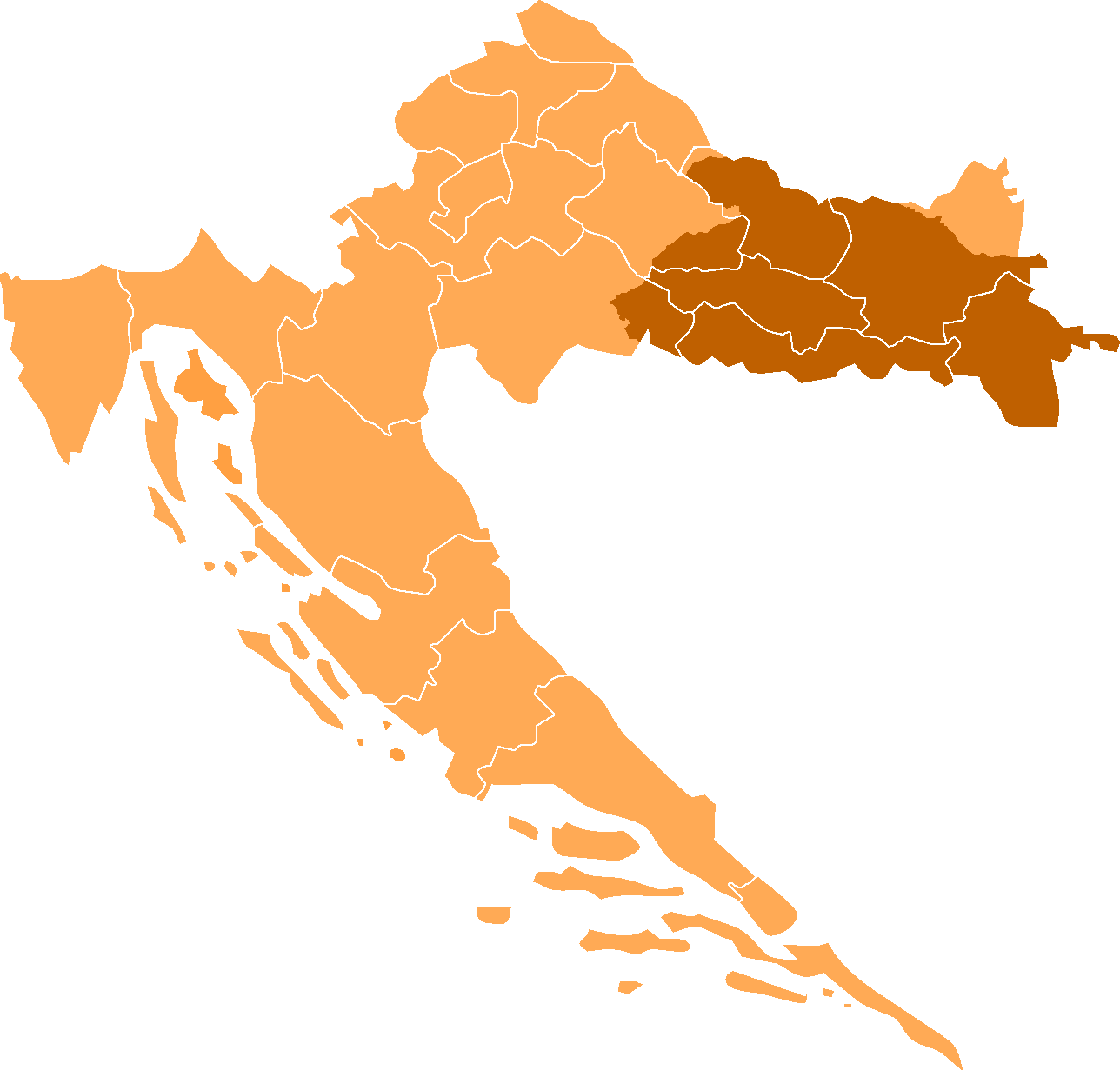
Horvátország térképe Szlavóniával

- május 1–2. – A Horvát Hadsereg (HV) elfoglalja az ENSZ igazgatás alatt álló nyugat-szlavóniai UNPA-szektort.
- május 11. – A NATO Tanácsa jóváhagyja az Atomsorompó Egyezmény határozatlan időre történő meghosszabbítását.
- május 14. – Az SPD 33,4%-kal győz a brémai választásokon és a CDU-val közösen nagykoalíciós kormányt hoz létre.
- május 15. – A Nyugat-európai Unió külügy- és védelmi minisztereinek lisszaboni találkozóján megvitatják a WEU és a NATO viszonyának jövőjét.
- május 25. – Az ENSZ kérésére NATO–repülőgépek a boszniai Pale közelében egy szerb lőszerraktárat támadnak. Másnap újabb támadást hajtanak végre.
- május 27. – Az Észak-atlanti Tanács ülése felszólítja a boszniai szerbeket, hogy szüntessék be az ENSZ védett területei elleni támadásokat és tegyenek eleget az UNPROFOR ultimátumának azzal, hogy kivonják az összes nehézfegyverzetet a szarajevói tilalmi övezetből, illetve az ENSZ ellenőrzése alá helyezik őket; továbbá elítéli az ENSZ békefenntartóinak meggyilkolását és fogva tartását.
- május 30. – Az országgyűlés elfogadja a Bokros Lajos pénzügyminiszter jegyezte stabilizációs csomagtervet.[5]
- május 30–31. – A NATO külügyminisztereinek és az Észak-atlanti Együttműködési Tanács noordwijki ülése.

### Június
- június 1. – Leonyid Kucsma ukrán elnök látogatást tesz a NATO központjában.
- június 14. – Hatalmába keríti a bugyonnovszki kórházat Samil Baszajev, a csecsen lázadók vezére és 100 társa.
- június 28–30. – A NATO és a partnerországok küldötteinek részvételével NATO Közgazdasági Kollokviumot rendeznek, amelyen megvitatják az együttműködő partnerországok gazdasági reformjainak helyzetét.

### Július
- július 1. – Gönczöl Katalin vezetésével megalakul az Országgyűlési Biztos Hivatala (OBH). (Feladatát 2012. január 1-jével az Alapvető Jogok Biztosának Hivatala veszi át, utolsó – és egyben a jogutód hivatal – vezetője Szabó Máté.)[6]
- július 2.
  - ENSZ védett területté nyilványítása óta minden korábbinál erősebben ágyúzzák Srebrenicát.
  - Az ENSZ háborús bűnöket vizsgáló a hágai nemzetközi törvényszéke hivatalosan népirtással és emberiség elleni bűntettekkel vádolja meg Radovan Karadžićot és Ratko Mladić tábornokot.
- július 11.
  - NATO–repülőgépek a bosznia-hercegovinai Srebrenica területén lévő célpontokat támadnak.
  - A boszniai szerb csapatok elfoglalják a muszlimok által lakott Srebrenica kelet-boszniai várost, annak ellenére, hogy az ENSZ–védelem alatt áll.[7] (A holland ENSZ-békefenntartók tétlensége mellett mintegy 8 ezer muszlim férfit és fiút elhurcoltak, akiket a következő napokban meggyilkoltak, és tömegsírban temettek el. A vérengzést a hágai Nemzetközi Törvényszék több vádlott elleni ítéletében népirtásnak minősítette.)[8]
- július 12.
  - Először csendül fel az éterben Magyarország első Informatikai magazinműsorának szignálja a Petőfi Rádióban: a Modem Időké. (Házi- és rendszergazdája Szilágyi Árpád.)
  - Az Észak-atlanti Tanács keményen elítéli a boszniai szerbek támadásait a srebrenicai védett terület ellen.

### Augusztus
- augusztus 1.

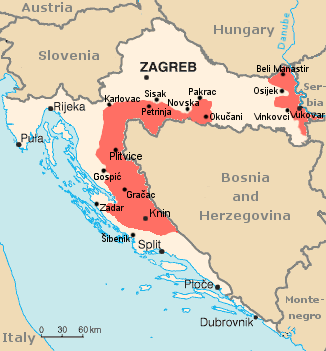
A „Krajinai Szerb Köztársaság” térképe

  - Az USA képviselőháza megszavazza a Bosznia elleni fegyverembargó feloldását.
  - Válaszul Szarajevó ágyúzására a NATO megindítja az „Eltökélt Erő” (Operation Deliberate Force) fedőnevű műveletet, mely során repülőgépekkel és tüzérséggel támadják a szerbek állásait.
- augusztus 4. – A Horvát Hadsereg (HV) általános támadást indít a „Krajinai Szerb Köztársaság” ellen.
- augusztus 5. – A Horvát Hadsereg (HV) bevonul Kninbe.
- augusztus 7. – Zágráb befejezettnek nyilvánítja katonai akcióját, amellyel felszámolják a „Krajinai Szerb Köztársaságot”. (A harcok nem szűntek meg, csak átterelődnek Nyugat-Boszniába!)
- augusztus 30. – NATO–repülőgépek boszniai szerb állásokat támadnak Szarajevó közelében.

### Szeptember
- szeptember 1.
  - A NATO repülőgépei ismét bombázzák a boszniai szerb állásokat, valamint a Pale környéki célpontokat.
  - A szerbek – a NATO bombázására válaszul – tüzérségi támadást intéznek Szarajevó ellen.
  - A NATO felfüggeszti az „Eltökélt Erő” műveletet azt követően, hogy a boszniai szerbek hajlandók kivonni nehézfegyverzetüket a Szarajevó körüli 20 km-es tilalmi övezetből.
- szeptember 2. – A Észak-atlanti Tanács felhatalmazza a NATO katonai parancsnokait, hogy bármikor folytassák a légi csapásokat a boszniai szerb állások ellen, hogy elhárítsák az ENSZ által védettnek nyilvánított területek elleni további agressziót.
- szeptember 5. – NATO–repülőgépek újból támadják a boszniai szerb katonai célpontokat.
- szeptember 12. – Hágában megállapodnak a COCOM helyébe lépő Wassenaar-egyezmény keretéről, amely szabályozza egyes hagyományos fegyverek és kettős felhasználású technológiák exportját.
- szeptember 14.
  - Görögország és Macedónia megállapodást ír alá a diplomáciai és gazdasági kapcsolatok felvételéről.
  - A boszniai szerb katonai és politikai vezetők megállapodást írnak alá, miszerint visszavonják a nehézfegyverzetet a Szarajevó körüli 20 km-es tilalmi övezetből.
- szeptember 20. – A Észak-atlanti Tanács megbeszélést folytat Oroszországgal a CFE–szerződés végrehajtásáról.
- szeptember 21. – NATO–nagykövetek tanulmányt hagynak jóvá a NATO bővítéséről, amely körvonalazza a szövetséghez csatlakozni kívánó országokra vonatkozó tagsági követelményeket.
- szeptember 25. – Bécsben megkezdődik az ENSZ hagyományos fegyverekről szóló áttekintő konferenciája.
- szeptember 30.–október 5. – Az Opal hurrikán 19 embert öl meg az egyesült államokbeli Floridában, Georgiában, Alabamában, és Észak-Karolinában.

### Október
- október 2.
  - A horvátok és a szerbek között megegyezés jön létre arról, hogy Kelet–Szlavóniát átmeneti időszak után horvát fennhatóság alá helyezik.
  - Boszniában érvénybe lép a tűzszünet.
- október 5–6. – A NATO védelmi minisztereinek williamsburgi találkozója.
- október 12. – Sali Berisha albán elnök látogatást tesz a NATO központjában.
- október 13. – A hagyományos fegyverzetekről folytatott ENSZ–konferencián nem tudnak megállapodni a gyalogsági aknák globális betiltásáról.
- október 19. – A Észak-atlanti Tanács megbeszélést folytat az orosz képviselővel a boszniai béke végrehajtásának tervezéséről.
- október 21. – Willy Claes lemond a NATO–főtitkári tisztségéről.
- október 27.
  - A NATO és a WEU memorandumot ír alá a két szervezet közötti közvetlen és átlátható kommunikációról.
  - Kofi Annan – az ENSZ főtitkárának különmegbízottja – látogatást tesz a NATO központjában.
- október 30. – Átadják a forgalomnak a budapesti Lágymányosi hidat.[9]

### November
- november 1. – Bosznia-Hercegovina, Szerbia és Horvátország vezetőinek részvételével megkezdődik a daytoni békekonferencia, Bosznia békéjéért.
- november 4. – A 25 éves izraeli ultraortodox zsidó nacionalista Jigal Amir Tel-Avivban rálő Jichák Rabin kormányfőre, aki másfél órával később belehal sebesülésébe.[10]
- november 7. – A magyar parlament elfogadja a devizatörvényt, ezzel az utolsó akadály is elhárul a forint konvertibilitása elől.
- november 8. – Pavel Gracsov orosz és William Perry amerikai védelmi miniszter  NATO központjában tárgyal az orosz erők részvételéről az IFOR-ban.
- november 9. – Az Európa Tanács tagja lesz Macedónia és Ukrajna.
- november 13. – Az amerikai szenátus külügyi bizottsága és a fegyveres erők bizottsága nem szavazza meg a vegyi fegyverekre vonatkozó egyezmény ratifikálását.
- november 14. – A WEU–országok külügy- és védelmi miniszterei – madridi találkozójukon – megerősítik azt a célt, hogy a NATO európai pillére megerősítésének eszközeként fejlesztik a WEU-t.
- november 15. – Macedónia csatlakozik a PfP-hez.
- november 19. –  A lengyel elnökválasztás második fordulójában Aleksander Kwaśniewski legyőzi Lech Wałęsát.
- november 20.
  - 1948 után újra megnyitja kapuit a bukaresti értéktőzsde.
  - Diána walesi hercegné a BBC Televízióban elismeri, hogy megcsalta Károly herceget.
- november 21.
  - Daytonban megegyezés születik a délszláv háborús felek között a béke feltételeiben, ezek után Bosznia-Hercegovina egységes állam marad, de területét kettéosztják (a daytoni szerződést december 14-én írják alá)
  - Székesfehérváron felavatják az IBM első kelet-európai merevlemez-meghajtó üzemét.
- november 22. – Martti Ahtisaari finn elnök és Kovács László, az EBESZ soros elnöke látogatást tesz a NATO-nál.
- november 24. – Népszavazást tartanak a katolikus Írországban arról, hogy az alkotmányból töröljék Európában utolsóként a válás tilalmát.
- november 28. – Az Európai Unió és 12 földközi-tengeri szomszédos ország megállapodást ír alá Barcelonában a jövőbeni politikai és gazdasági együttműködésről.

### December
- december 5. – A spanyol Javier Solana a NATO új főtitkára (1999. október 6-áig).
- december 7–8. – Az EBESZ Budapesten tartott minist tanácsi ülése útmutást ad a Biztonsági Modellhez, és megerősíti a szervezet feladatvállalását Bosznia-Hercegovinában.
- december 14.
  - Először végeznek olyan csontvelő-átültetést egy AIDS-es betegen, Jeff Gettyn, amelynél a csontvelő egy páviántól származott.
  - A Daytoni békeszerződés aláírása.
- december 15.
  - Az ENSZ Biztonsági Tanácsa elfogadja az 1030. sz. határozatot a többnemzetiségű katonai béketeremtő erő (IFOR) létrehozásról.
  - A pedagógusok első országos sztrájkja Magyarországon.[11]
  - Eritrea megtámadja a Jemenhez tartozó Hanís-szigeteket (Hanís-szigeteki háború).
- december 16. – Megkezdődik a NATO által vezetett Béketeremtő Erő (IFOR) telepítése Boszniába.
- december 20. – Az ENSZ békefenntartó (UNPROFOR) erői átadják a boszniai katonai műveletek irányítását az IFOR-nak.

### Az év során történt
- Sztrájkok Franciaországban
- A Java programozási nyelv az egyik legnépszerűbb programozási nyelvvé válik.
- Az aggteleki cseppkőbarlangokat a világörökség részévé nyilvánítják.

## Az év témái

### 1995 a zenében
- Makón megalakul a Gire avantgarde metal együttes.
- Shakira: Pies descalzos Shakira első kontinentális sikerét hozó album, egész Dél-és Közép Amerika területén híres lett.
- június 13. – Megjelenik Alanis Morissette Jagged Little Pill című albuma, ami minden idők legtöbb példányszámban eladott debütáló albuma. Azóta több, mint 30 millió darabot adtak el belőle.
- szeptember 28. – Budapesten, a Petőfi Csarnokban ad koncertet Björk izlandi énekesnő.
- november 20. – A rádiókban felcsendül egy addig nem hallott Beatles-felvétel, a „Free as a bird”.
- Ace of Base: The Bridge
- Alannah Myles: A-lan-nah
- Aradszky László: Semmiből se-M-ARADSZKY
- Amanda Lear: Alter Ego
- Blind Guardian: Imaginations from the Other Side
- Bon-Bon: Kapaszkodj meg!
- Duran Duran: Thank You
- Tátrai Band: A Hold szerelme
- Korda György: Barátok, amíg élünk
- Boyzone: Said and Done
- Blur: The Great Escape
- Céline Dion: D’eux
- Coolio: Gangsta's Paradise
- Bonnie Tyler: Free Spirit
- DJ BoBo: Just for You
- Charlie: Mindenki valakié
- Chris Norman: Reflections
- Cher: It’s a Man’s World
- Enrique Iglesias: Enrique Iglesias
- Edda Művek: Edda 15. születésnap / Edda Blues
- East 17: Up All Night
- Zámbó Jimmy: Szeress, hogy szerethessenek
- Zalatnay Sarolta: Mindig kell egy barát
- Karda Beáta: Bea Mix
- Ámokfutók: Varázsolj el!
- Nancy Sinatra. One More Time
- Enya: The Memory of Trees
- No Doubt: The Beacon Street Collection / Tragic Kingdom
- Fools Garden: Dish of the Day
- Fleetwood Mac: Time
- Happy Gang: Boojaka
- Manhattan: Ajándék
- 2 Unlimited: Hits Unlimited
- Garbage: Garbage
- Iron Maiden: The X Factor
- Janet Jackson: Design of a Decade 1986/1996
- Janet Jackson: Janet.Remixed
- Judy: Vad tangó
- Kozmix: 100%
- Kovács Ákos: Indiántánc
- Kim Wilde: Now & Forever
- La Bouche: Sweet Dreams
- Lenny Kravitz: Circus
- Madonna: Something to Remember
- Mariah Carey: Daydream
- Michael Jackson: HIStory: Past, Present and Future, Book I
- Monica: Miss Thang
- Motörhead: Sacrifice / Pop Show
- Pap Rita: Csodacsacsi csodái / Tavaszi zsibongás
- Pa-dö-dő: Einstand
- Paula Abdul: Head Over Heels
- Pink Floyd: Pulse
- Rammstein: Herzeleid
- Ricky Martin: A Medio Vivir
- Red Hot Chili Peppers: One Hot Minute
- Roxette: Don't Bore Us – Get to the Chorus – Roxette's Greatest Hits
- Simply Red: Life
- Soho Party: Szállj!
- Suzi Quatro: What Goes Around – Greatest & Latest
- Shakira: Pies descalzos
- Szandi: Szan-di-li
- Queen: Made in Heaven
- Tankcsapda: Az ember tervez
- Tanita Tikaram: Lovers in the City
- Thalía: En éxtasis
- Take That: Nobody Else
- Van Halen: Balance

### 1995 a sportban
- Augusztus 23. Az FTC Labdarúgócsapata a Belga RSC Anderlecht et 2-1 gyel legyőzve összesítésben első magyar csapatként bejut a Bajnokok Ligája csoportkörébe.
- Október 22. Michael Schumacher az csendes-óceáni nagydíj megnyerésével megvédi tavalyi világbajnoki címét, Benetton-Renault csapatnál.
- A Ferencváros nyeri az NB1-et. Ez a klub 25. bajnoki címe.

### 1995 a televízióban
- június 12. – Megkezdi adását a Top TV.
- november 20. – Lemond Horváth Ádám, a Magyar Televízió elnöke, mert nem ért egyet a tervezett médiatörvénnyel.

## Születések
- január 3.
  - Czékus Eszter szinkronúszó
  - Tonny Trindade de Vilhena holland labdarúgó
- január 5. – Kókány Regina labdarúgó
- január 6. – Zeller Dóra labdarúgó
- január 10. – Tan Sze-hszin kínai tornász
- január 12. – Alessio Romagnoli olasz labdarúgó
- január 17. – Kiss Szofi szinkronúszó
- január 20. – Timon Barnabás magyar színész
- január 25. – Czető Ádám magyar színész, szinkronszínész
- január 30. – Jack Laugher angol műugró
- február 5. – Pásztor Bence magyar kalapácsvető
- február 6. – Leon Goretzka német labdarúgó
- február 8. – Jao Csin-nan kínai tornász
- február 11. – Maciej Musiał lengyel színész és televíziós műsorvezető
- február 14. – Bóta Botond műugró
- február 23. – Andrew Wiggins kanadai kosárlabdázó
- március 8. – Luca Brecel belga sznúkerjátékos
- március 12. – Andrea Chiarabini olasz műugró
- március 14. – Búzás Dorottya erdélyi magyar biatlonista, sífutó
- március 27. – Mac Bohonnon amerikai síakrobata
- március 30. – Tao Geoghegan Hart brit kerékpáros
- április 3. – Adrien Rabiot francia labdarúgó
- április 7. – Nagy Alexandra labdarúgó
- április 13. – RTGame ír-kanadai youtuber, élő közvetítő
- április 18. – I Szungjun dél-koreai íjász
- április 22. – Adam Lamhamedi marokkói–kanadai kettős állampolgárságú alpesisíző
- május 5. – James Connor ausztrál műugró
- május 12.
  - Mariusz Stępiński lengyel labdarúgó
  - Yona Knight-Wisdom jamaicai műugró
- május 28. – Lukas Gage amerikai színész
- június 18. – Huszák Alexandra magyar jégkorongozó
- július 31. – Lil Uzi Vert amerikai rapper
- augusztus 2. – Kristaps Porziņģis lett kosárlabdázó
- augusztus 15. – Chief Keef amerikai rapper
- augusztus 22. – Dua Lipa angol énekesnő
- augusztus 31. – Bobál Gergely labdarúgó
- szeptember 2. – Aleksandr Barkov finn jégkorongozó
- szeptember 3. – Tóth Lüszi magyar énekesnő
- szeptember 16. – Aaron Gordon amerikai kosárlabdázó
- szeptember 17. – Vay Viktória magyar színésznő
- szeptember 28.
  - Caleb Martin amerikai kosárlabdázó
  - Cody Martin amerikai kosárlabdázó
- szeptember 29. – Forgács Dávid magyar labdarúgó
- október 6. – Nikas Dániel szinkronszínész
- október 12. – Yiğit Koçak török színész
- október 16. – Pak Szangjong olimpiai bajnok dél-koreai párbajtőrvívó
- október 29. – Hiraoka Taku olimpiai bronzérmes japán hódeszkás
- november 16. – Noah Gray-Cabey amerikai színész
- november 17. – Benjamin Gischard svájci tornász
- november 20.
  - Liu Shaolin Sándor rövidpályás gyorskorcsolyázó
  - Michael Clifford ausztrál énekes, a 5 Seconds of Summer gitárosa
- december 7. – Sydney van den Bosch, a TV2 Szerencsekerék (2021-) című műsorának szerencselánya
- december 29.
  - Ross Lynch amerikai színész, énekes és zenész
  - Kim Hanszol dél-koreai tornász
- december 30.
  - Kim Tae Hyung dél-koreai énekes
  - Vadnai Benjamin magyar vitorlásversenyző

## Halálozások 1995-ben
- január 1. – Wigner Jenő, magyar fizikus (* 1902)
- január 2. – Sziad Barré, szomáliai elnök (* 1919)
- január 8. – Ballya Hugó, Európa-bajnok evezős, edző (* 1908)
- január 30. – Gerald Durrell, zoológus, író (* 1925)
- január 31. – Balthazár Lajos, vívó (* 1921)
- február 1. – Antal Róbert, olimpiai bajnok vízilabdázó (* 1921)
- február 5. – Machovits István, Kossuth díjas darutervező mérnök (* 1906)
- február 21. – Bárány István, olimpiai ezüstérmes, Európa-bajnok úszó, edző, sportvezető, szakíró (* 1907)
- február 23. – James Herriot, angol állatorvos, író (* 1916)
- március 14. – Moholi Károly, magyar geográfus (* 1916)
- március 27. – Eric Lynn Wright, ismertebb nevén Eazy-E, amerikai rapper (* 1963)
- április 2. – Hannes Olof Gösta Alfvén, Nobel-díjas svéd plazmafizikus (* 1908)
- április 4. – Koltai Jenő, rajzfilmrendező (Rajzfilmbemutató 1996-ban"A hetedik testvér" című rajzfilm(* 1938)
- április 23. – Kőszegi Imre magyar író, újságíró, műfordító (* 1903)
- május 14. – Kozmutza Flóra, magyar pszichológusnő, József Attila kezelője, Illyés Gyula felesége (* 1905)
- május 15. – Páskándi Géza, erdélyi magyar író, költő, drámaíró (* 1933)
- május 18. – Bor Ambrus író, műfordító, publicista (* 1921)
- június 12. – Arturo Benedetti Michelangeli olasz zongoraművész (* 1920)
- június 23. – Dr. Jonas Edward Salk, a paralízis elleni vakcina kidolgozója (* 1914)
- június 29. – Lana Turner, amerikai színésznő (* 1921)
- július 5. – Jüri Järvet, észt színész (* 1919)
- július 8. – Kovács Pál, hatszoros olimpiai bajnok vívó (* 1912)
- július 24.
  - Borbás Tibor, Munkácsy-díjas szobrászművész (* 1942)
  - Jerry Lordan, brit énekes, zeneszerző (* 1934)
- július 27. – Rózsa Miklós zeneszerző (* 1907)
- augusztus 11. – Alonzo Church, matematikus (* 1903)
- augusztus 13. – Kállai Klára természetgyógyász, gasztronómiai szakíró (* 1923)
- augusztus 14. – Tatár Imre gazdálkodó, hungarista politikus, országgyűlési képviselő (* 1903)
- augusztus 25. – Subrahmanyan Chandrasekhar, indiai fizikus, asztrofizikus és matematikus (* 1910)
- szeptember 5. – Somogyi Ferenc jogász, jogtörténész, országgyűlési képviselő (* 1906)
- szeptember 9. – Móricz Virág, író (* 1909)
- szeptember 12. – Jeremy Brett (er. Peter Jeremy William Huggins brit színész ("Sherlock Holmes") (* 1933)
- szeptember 13. – Csorba Győző, magyar költő, műfordító (* 1916)
- szeptember 20. – Baka István, magyar költő, műfordító (* 1948)
- október 6. – Mándy Iván, író (*  1918)
- október 27. – Jacques Heurgon francia klasszika-filológus (*  1903)
- november 4. – Jichák Rabin, Béke-Nobel-díjas izraeli miniszterelnök (* 1922)
- november 10. – Ken Saro-Wiwa, Alternatív Nobel díjas ogoni (nigériai) író, költő  (* 1941)
- november 20. – Szergej Grinkov, szovjet többszörös olimpiai bajnok páros műkorcsolyázó (* 1967)
- november 23. – Louis Malle, Oscar-díjas francia filmrendező (* 1932)
- december 12. – Bozóky László sugárfizikus, mérnökfizikus, az MTA rendes tagja (* 1911)
- december 22. – Butterfly McQueen, amerikai filmszínésznő (* 1911)

## Nobel-díjak
| Fizikai            | Martin Lewis Perl és Frederick Reines amerikai fizikusok                                                           |
| Kémiai             | Paul J. Crutzen holland, és Mario J. Molina, F. Sherwood Rowland amerikai kémikusok                                |
| Orvosi-fiziológiai | Christiane Nüsslein-Volhard német, és Eric F. Wieschaus, Edward B. Lewis amerikai orvosok                          |
| Irodalmi           | Seamus Heaney: északír származású költő, esszé- és drámaíró                                                        |
| Béke               | Józef Rotblat lengyel származású angol radiológus, és a Pugwash Conferences on Science and World Affairs szervezet |
| Közgazdasági       | Robert E. Lucas Jr. amerikai közgazdász                                                                            |

## Évfordulók, ünnepek
- május 7. – A második világháború befejeződésének 50. évfordulója.
- július 2. – A sportújságírók napja. (Először ebben az évben ünnepelték, a Nemzetközi Sportújságíró Szövetség (AIPS) 1924-es megalakulásánek emlékére)